# Juan Gutiérrez de Tovar
Juan Gutiérrez de Tovar Martínez (Almería, 1836-Almería, 1913) fue un periodista, poeta y dramaturgo español.

## Biografía
Nacido el 16 de enero de 1836 en Almería, en 1862,  publicó en Madrid Risas y lágrimas. También fue autor de A los defensores de Almería (1873), cuartetos escritos con motivo del bombardeo de dicha ciudad por los cantonales durante la insurrección de 1873. Descrito por Cejador y Frauca como «poeta epigramático, festivo y alegre», destacó en el campo de la poesía festiva, escribiendo romances, sátiras, epístolas, memoriales y apropósitos. En el antiguo Liceo de Almería dio a conocer alguna de sus obras y más adelante participó en las sesiones y veladas literarias del Ateneo, con composiciones como Desdichas de un periodista y Los placeres del verano, entre otras.
También escribió varias obras teatrales, en prosa unas y en verso otras, tales como Los planes de mi tía, La Venganza y Un quid pro-cuo, además de algunos pasillos y apropósitos cómicos. Como periodista, pasó muchos años en Madrid, donde fue compañero de Fernández y González, Moreno Godino y Pelayo del Castillo. Participó en publicaciones periódicas madrileñas como La Discusión, además de colaborar en periódicos de otras provincias. Dirigió en Almería publicaciones como El Bardo y La Crónica Meridional, además de ser vicepresidente de la sección de literatura del Ateneo de Almería. Falleció el 20 de marzo de 1913 en Almería.